# NGC 2267
NGC 2267 é uma galáxia lenticular (SB0) localizada na direcção da constelação de Canis Major. Possui uma declinação de -32° 28' 56" e uma ascensão recta de 6 horas, 40 minutos e 51,7 segundos.
A galáxia NGC 2267 foi descoberta em 16 de Fevereiro de 1836 por John Herschel.